# Kostel Neposkvrněného početí Panny Marie (Travná)
Farní kostel Neposkvrněného početí Panny Marie se nachází v Travné v okrese Jeseník. Kostel náleží pod Římskokatolickou farnost Travná, děkanát Jeseník, diecéze ostravsko-opavská. Kostel s farou, kamenným mostem, kaplí Panny Marie La Salette a křížovou cestou byl prohlášen 19. března 2003 kulturní památkou ČR.

## Historie
Novogotický kostel byl postaven z podnětu vratislavského biskupa Jindřicha Förstera v letech 1878–1882 na místě bývalého kostela z roku 1725. Plány vyhotovil vídeňský architekt Friedrich von Schmidt, stavbu provedl mistr Schwarzer z Javorníku. Kostel byl významným poutním místem Slezska. Ke kostelu patří fara, která byla postavena v roce 1880. Stavby obklopuje park, který se rozkládá na obou březích Krutvaldského potoka. Oba břehy jsou propojeny kamenným mostem z roku 1880. V blízkosti se nachází poutní kaple Panny Marie La Selette z roku 1858 a křížová cesta.

## Popis
Kostel je neorientovaná jednolodní zděná stavba na obdélném půdorysu ukončená polygonálním kněžištěm a s věží na jižní straně. Je orientován průčelím k jihu do vsi a kněžištěm na sever. Na západní straně kněžiště je pravoúhlá sakristie. K vyzdění venkovní pohledové strany bylo použito kyklopské zdivo, vnitřní strana zdiva je cihlová, omítnutá. Odstupňované pilíře, nároží a kamenná ostění oken jsou armovány. Hranolová věž s hodinami ukončená jehlanovou střechou s valbami má po stranách boční schodiště s valbami a odstupňované pilíře. Jižní průčelí je členěno dvojicí vysokých oken zvonového patra, trojicí úzkých oken v posledním patře schodišť a dvěma obíhajícími římsami. Portál je rámován lomeným profilovaným obloukem s tympanonem s reliéfem Panny Marie s dítětem a anděly. Nad obloukem je vysoký plochý vimperk s kraby a kytkou.
Ve věži je hodinový stroj, který byl vyroben v roce 1881 vídeňskou firmou Schauer, zvon z roku 1922 a umíráček z roku 1917.

## Interiér
Loď, transept a kněžiště jsou zaklenuty sedmi poli křížových kleneb. Žebra se sbíhají do jehlancových konzol, v jejichž průsečíku jsou svorníky ve tvaru růžice. Okna lodi jsou vysoká, štíhlá a zakončená lomeným obloukem v záklenku kružby s trojlistem. Triumfální oblouk je lomený. Kněžiště má ve východní straně za oltářem rozetové okno, ze západu dvě okna. Interiér je vybaven novogotickým mobiliářem vyrobeným ve Vídni a Vratislavi. Z podvěží, které je zaklenuto křížovou klenbou, se vchází do kostela, na kruchtu a na půdu. Kruchta má plné dřevěné zábradlí.
Varhany o jednom manuálu a 12 rejstřících byly vyrobeny krnovskou varhanářskou firmou Bratři Riegerové.